# Сферическая система координат
Сфери́ческая систе́ма координа́т — трёхмерная система координат, в которой каждая точка пространства определяется тремя числами {\displaystyle (r,\;\theta ,\;\varphi )}, где {\displaystyle r} — расстояние до начала координат (радиальное расстояние), а {\displaystyle \theta } и {\displaystyle \varphi } — зенитный и азимутальный углы соответственно.
Понятия зенит и азимут широко используются в астрономии. Зенит — направление вертикального подъёма над произвольно выбранной точкой (точкой наблюдения), принадлежащей фундаментальной плоскости. В качестве фундаментальной плоскости в астрономии может быть выбрана плоскость, в которой лежит экватор, или плоскость, в которой лежит горизонт, или плоскость эклиптики и т. д., что порождает разные системы небесных координат. Азимут — угол между произвольно выбранным лучом фундаментальной плоскости с началом в точке наблюдения и другим лучом этой плоскости, имеющим общее начало с первым.

Рис. 1.Точка имеет три декартовых и три сферических координаты

Если рассматривать сферическую систему координат относительно декартовой системы {\displaystyle Oxyz}, фундаментальной плоскостью будет плоскость {\displaystyle xy}, зенитным углом точки, заданной радиус-вектором {\displaystyle P}, будет угол между {\displaystyle P} и осью {\displaystyle z}, а азимутом — угол между проекцией {\displaystyle P} на плоскость {\displaystyle xy} и осью {\displaystyle x}. Это объясняет названия углов и то, что сферическая система координат может служить обобщением множества видов систем небесных координат.

## Определения
Положение точки {\displaystyle P} в сферической системе координат определяется тройкой {\displaystyle (r,\;\theta ,\;\varphi )}, где
- {\displaystyle r\geqslant 0} — расстояние от начала координат до заданной точки {\displaystyle P}.
- {\displaystyle 0^{\circ }\leqslant \theta \leqslant 180^{\circ }} — угол между осью {\displaystyle z} и отрезком, соединяющим начало координат и точку {\displaystyle P}.
- {\displaystyle 0^{\circ }\leqslant \varphi <360^{\circ }} — угол между осью {\displaystyle x} и проекцией отрезка, соединяющего начало координат с точкой {\displaystyle P}, на плоскость {\displaystyle xy} (см. рис. 1).

Угол {\displaystyle \theta } называется зенитным, или полярным, также он может называться наклонением, или коширотой, а угол {\displaystyle \varphi } — азимутальным. Углы {\displaystyle \theta } и {\displaystyle \varphi } не определены при {\displaystyle r=0}, также не определён угол {\displaystyle \varphi } при {\displaystyle \sin(\theta )=0} (то есть при {\displaystyle \theta =0} или {\displaystyle \theta =180^{\circ }}).
Такое соглашение установлено в стандарте (ISO 31-11). Кроме того может использоваться соглашение, когда вместо зенитного угла {\displaystyle \theta }, используется угол между радиус-вектором точки {\displaystyle P} и плоскостью {\displaystyle xy}, равный {\displaystyle 90^{\circ }-\theta }. Он называется широтой и может быть обозначен той же буквой {\displaystyle \theta }. Широта может изменяться в пределах {\displaystyle -90^{\circ }\leqslant \theta \leqslant 90^{\circ }}. При этом соглашении углы {\displaystyle \theta } и {\displaystyle \varphi } не имеют значения при {\displaystyle r=0}, так же как и в первом случае, а {\displaystyle \varphi } не имеет значения при {\displaystyle \cos(\theta )=0} (то есть при {\displaystyle \theta =-90^{\circ }} или {\displaystyle \theta =90^{\circ }}).

## Переход к другим системам координат

### Декартова система координат
Если заданы сферические координаты точки {\displaystyle (r,\;\theta ,\;\varphi )}, то переход к декартовым осуществляется по формулам:
{\displaystyle {\begin{cases}x=r\sin \theta \cos \varphi ,\\y=r\sin \theta \sin \varphi ,\\z=r\cos \theta .\end{cases}}}
Обратно, от декартовых к сферическим:
{\displaystyle {\begin{cases}r={\sqrt {x^{2}+y^{2}+z^{2}}},\\\theta =\arccos {\dfrac {z}{\sqrt {x^{2}+y^{2}+z^{2}}}}=\mathrm {arctg} {\dfrac {\sqrt {x^{2}+y^{2}}}{z}},\\\varphi =\mathrm {arctg} {\dfrac {y}{x}}.\end{cases}}}
Якобиан преобразования к сферическим координатам равен
{\displaystyle {\begin{alignedat}{2}J&={\frac {\partial (x,y,z)}{\partial (r,\theta ,\varphi )}}={\begin{vmatrix}\sin \theta \cos \varphi &r\cos \theta \cos \varphi &-r\sin \theta \sin \varphi \\\sin \theta \sin \varphi &r\cos \theta \sin \varphi &r\sin \theta \cos \varphi \\\cos \theta &-r\sin \theta &0\end{vmatrix}}=\\&=\cos \theta (r^{2}\cos \varphi ^{2}\cos \theta \sin \theta +r^{2}\sin ^{2}\varphi \cos \theta \sin \theta )+r\sin \theta (r\sin ^{2}\theta \cos ^{2}\varphi +r\sin ^{2}\theta \sin ^{2}\varphi )=\\&=r^{2}\cos ^{2}\theta \sin \theta +r^{2}\sin ^{2}\theta \sin \theta =\\&=r^{2}\sin \theta .\end{alignedat}}}
Таким образом, элемент объёма при переходе от декартовых к сферическим координатам будет выглядеть следующим образом:
{\displaystyle \mathrm {d} V=\mathrm {d} x\,\mathrm {d} y\,\mathrm {d} z=J(r,\theta ,\varphi )\,\mathrm {d} r\,\mathrm {d} \theta \,\mathrm {d} \varphi =r^{2}\sin \theta \,\,\mathrm {d} r\,\mathrm {d} \theta \,\mathrm {d} \varphi }

### Цилиндрическая система координат
Если заданы сферические координаты точки, то переход к цилиндрическим осуществляется по формулам:
{\displaystyle {\begin{cases}\rho =r\sin \theta ,\\\varphi =\varphi ,\\z=r\cos \theta .\end{cases}}}
Обратно от цилиндрических к сферическим:
{\displaystyle {\begin{cases}r={\sqrt {\rho ^{2}+z^{2}}},\\\theta =\mathrm {arctg} {\dfrac {\rho }{z}},\\\varphi =\varphi .\end{cases}}}
Якобиан преобразования от сферических к цилиндрическим {\displaystyle J=r}.

## Дифференциальные характеристики
Вектор {\displaystyle \mathrm {d} \mathbf {r} }, проведённый из точки {\displaystyle (r,\theta ,\varphi )} в точку {\displaystyle (r+\mathrm {d} r,\,\theta +\mathrm {d} \theta ,\,\varphi +\mathrm {d} \varphi )}, равен
{\displaystyle \mathrm {d} \mathbf {r} =\mathrm {d} r\,{\boldsymbol {\hat {r}}}+r\,\mathrm {d} \theta \,{\boldsymbol {\hat {\theta }}}+r\sin {\theta }\,\mathrm {d} \varphi \,\mathbf {\boldsymbol {\hat {\varphi }}} ,}
где
{\displaystyle {\boldsymbol {\hat {r}}}=\sin \theta \cos \varphi {\boldsymbol {\hat {\imath }}}+\sin \theta \sin \varphi {\boldsymbol {\hat {\jmath }}}+\cos \theta {\boldsymbol {\hat {k}}}}
{\displaystyle {\boldsymbol {\hat {\theta }}}=\cos \theta \cos \varphi {\boldsymbol {\hat {\imath }}}+\cos \theta \sin \varphi {\boldsymbol {\hat {\jmath }}}-\sin \theta {\boldsymbol {\hat {k}}}}
{\displaystyle {\boldsymbol {\hat {\varphi }}}=-\sin \varphi {\boldsymbol {\hat {\imath }}}+\cos \varphi {\boldsymbol {\hat {\jmath }}}}
ортогональные единичные векторы сферических координат в направлении увеличения {\displaystyle r,\theta ,\varphi }, соответственно, а {\displaystyle {\boldsymbol {\hat {\imath }}},{\boldsymbol {\hat {\jmath }}},{\boldsymbol {\hat {k}}}} — единичные векторы декартовых координат. Сферические координаты являются ортогональными, поэтому метрический тензор имеет в них диагональный вид:
{\displaystyle g_{ij}={\begin{pmatrix}1&0&0\\0&r^{2}&0\\0&0&r^{2}\sin ^{2}\theta \end{pmatrix}},\quad g^{ij}={\begin{pmatrix}1&0&0\\0&{\dfrac {1}{r^{2}}}&0\\0&0&{\dfrac {1}{r^{2}\sin ^{2}\theta }}\end{pmatrix}}}
- {\displaystyle \det(g_{ij})=r^{4}\sin ^{2}\theta .\ }
- Квадрат дифференциала длины дуги:

{\displaystyle ds^{2}=dr^{2}+r^{2}\,d\theta ^{2}+r^{2}\sin ^{2}\theta \,d\varphi ^{2}.}
- Коэффициенты Ламе:

{\displaystyle H_{r}=1,\quad H_{\theta }=r,\quad H_{\varphi }=r\sin \theta .}
- Символы Кристоффеля {\displaystyle \{r,\;\theta ,\;\varphi \}}:

{\displaystyle \Gamma _{22}^{1}=-r,\quad \Gamma _{33}^{1}=-r\sin ^{2}\theta ,}
{\displaystyle \Gamma _{21}^{2}=\Gamma _{12}^{2}=\Gamma _{13}^{3}=\Gamma _{31}^{3}={\frac {1}{r}},}
{\displaystyle \Gamma _{33}^{2}=-\cos \theta \sin \theta ,\quad \Gamma _{23}^{3}=\Gamma _{32}^{3}=\mathrm {ctg} \,\theta .}
Остальные равны нулю.

## Математическое моделирование Земли

### Сферическая географическая система координат
Сферическая географическая система координат строится следующим образом:
- её начало помещено в центр Земли;
- полярная ось направлена по оси вращения Земли;
- координата {\displaystyle r} отсчитывается вдоль радиус-вектора, проведенного из центра Земли;
- полярный угол {\displaystyle \theta } есть коширота (дополнение географической широты до {\displaystyle 90^{\circ }});
- азимутальный угол {\displaystyle \varphi } совпадает с географической долготой (восточной).

Вектор магнитной индукции магнитного поля Земли {\displaystyle \mathbf {B} } имеет компоненты
{\displaystyle B_{r}=-B\sin I,\;B_{\theta }=-B\cos I\cos D,\;B_{\varphi }=B\cos I\sin D,}
где {\displaystyle I} — магнитное наклонение; {\displaystyle D} — магнитное склонение.
Компоненты вектора ускорения свободного падения {\displaystyle \mathbf {g} } равны
{\displaystyle g_{r}=-g,\;g_{\theta }=g_{\varphi }=0.}
Наконец, компоненты вектора угловой скорости вращения Земли {\displaystyle \mathbf {\Omega } } такие:
{\displaystyle \Omega _{r}=\Omega \cos \theta ,\;\Omega _{\theta }=-\Omega \sin \theta ,\;\Omega _{\varphi }=0.}
В сферических географических координатах оптимально решать уравнения, описывающие поведение нейтральных частиц околоземного пространства.

### Сферическая геомагнитная система координат
Сферическая геомагнитная система координат строится следующим образом:
- её начало помещено в центр Земли;
- полярная ось направлена по оси магнитного диполя Земли (геомагнитной оси), проходящей через магнитные полюса;
- координата {\displaystyle r} отсчитывается вдоль радиус-вектора, проведенного из центра Земли;
- полярный угол {\displaystyle \Theta } есть геомагнитная коширота (дополнение магнитной широты {\displaystyle \Phi } до {\displaystyle 90^{\circ }\colon \;\Theta =\pi /2-\Phi });
- азимутальный угол {\displaystyle \Lambda } совпадает с геомагнитной долготой, отсчитываемой к востоку от плоскости в западном полушарии, содержащей географический и геомагнитный полюсы.

Географические координаты северного магнитного полюса равны
{\displaystyle \theta _{0}=4,6^{\circ },\;\varphi _{0}=43,0^{\circ }\;(2012).}
В сферической геомагнитной системе координат склонение {\displaystyle D=0} и
{\displaystyle B_{r}=-B\sin I,\;B_{\Theta }=-B\cos I,\;B_{\Lambda }=0,}
{\displaystyle g_{r}=-g,\;g_{\Theta }=g_{\Lambda }=0.}
{\displaystyle \Omega _{r}=\Omega (\cos \theta _{0}\cos \Theta -\sin \theta _{0}\sin \Theta \cos \Lambda ),}
{\displaystyle \Omega _{\Theta }=-\Omega (\cos \theta _{0}\sin \Theta +\sin \theta _{0}\cos \Theta \cos \Lambda ),}
{\displaystyle \Omega _{\Lambda }=\Omega \sin \theta _{0}\sin \Lambda .}
Формулы, связывающие географические и геомагнитные сферические координаты:
{\displaystyle \cos \Theta =\cos \theta _{0}\cos \theta +\sin \theta _{0}\sin \theta \cos(\varphi -\varphi _{0}),}
{\displaystyle \cos \Lambda ={\frac {-\sin \theta _{0}\cos \theta +\cos \theta _{0}\sin \theta \cos(\varphi -\varphi _{0})}{\sin \Theta }},}
{\displaystyle \cos \theta =\cos \theta _{0}\cos \Theta -\sin \theta _{0}\sin \Theta \cos \Lambda ,}
{\displaystyle \cos(\varphi -\varphi _{0})={\frac {\sin \theta _{0}\cos \Theta +\cos \theta _{0}\sin \Theta \cos \Lambda }{\sin \theta }}.}
В сферических геомагнитных координатах проще, чем в сферических географических координатах, описывать влияние геомагнитного поля на заряженные частицы околоземного пространства.